# Joseph Partoes
Jean-Baptiste Ghislain Joseph Partoes (Brussel, 8 mei 1811 – aldaar, 12 oktober 1858) was een Belgisch liberaal minister.

## Levensloop
Nadat hij deelnam aan de Belgische Revolutie, werd hij in 1830 klerk op het departement Handel en Industrie op het ministerie van Binnenlandse Zaken, waarna hij in 1833 voor korte tijd werkte op de gezondheidsdienst van Givet. Hierna kreeg hij van minister van Binnenlandse Zaken Charles Rogier het aanbod om de wereld rond te reizen voor handelsexpedities. Partoes aanvaardde het aanbod en voerde van augustus 1834 tot november 1835 handelsexpedities uit. Toen hij zich in Manilla bevond, liep hij malaria op, een kwaal waarmee hij voor de rest van zijn leven zou kampen.
Na zijn terugkeer begon hij een diplomatieke loopbaan. In mei 1838 werd hij benoemd tot consul van Smyrna, waar hij een handelsakkoord tussen België en het Ottomaanse Rijk bekwam. Vervolgens werd hij in juni 1841 terug naar België geroepen om de dienst Commerciële Zaken en Verdragen op het ministerie van Buitenlandse Zaken te gaan leidden. Daarna werd hij in 1846 benoemd tot hoofd van het departementen van Consulaten en Buitenlandse Handel. Vanaf 1850 werkte hij ook als secretaris-generaal op het ministerie van Openbare Werken en van 1843 tot 1858 was hij voorzitter van de Centrale Commissie van Statistiek.
Van 1857 tot aan zijn dood in 1858 was hij als liberale extraparlementair minister van Openbare Werken. Nadat hij ernstig begon te lijden aan de gevolgen van malaria en weigerde om minder te werken, ging zijn gezondheidstoestand snel achteruit, waarna hij op 11 oktober 1858 overleed.